# Ütő Géza
Ütő Géza (Budapest, 1929. október 9. – 2020. március 6.) Európa-bajnoki ezüstérmes magyar evezős.

## Pályafutása
A Bp. Honvéd, majd a Bp. Kinizsi színeben versenyzett. 1950 és 1956 között nyolc magyar bajnok címet szerzett. Edzője Török Zoltán volt. Az 1956-os bledi Európa-bajnokságon kormányos nélküli négyesben ezüstérmet szerzett Kovács Csabával, Riheczky Rezső és Kávay Zoltánnal. Az 1956-os melbourne-i olimpián ugyan ez az összetételű csapat indult ebben a versenyszámban, de már az első futamban kiestek.
Az olimpiát követően Ausztráliában telepedett le és építész diplomát szerzett. 1990 után hazatért Magyarországra.

## Sikerei, díjai
- Európa-bajnokság – kormányos nélküli négyes
  - ezüstérmes: 1956